# Rosario Fina
Rosario Fina (* 23. März 1969 in San Cataldo) ist ein ehemaliger italienischer Radrennfahrer und Weltmeister im Radsport.

## Sportliche Laufbahn
1987 wurde er Sieger bei der UCI-Weltmeisterschaft der Junioren im Mannschaftszeitfahren. Die Coppa San Geo, eines der wichtigsten Rennen für Amateure in Italien, gewann er 1991. 1992 wurde er italienischer Vize-Meister bei den Amateuren. Dann folgte 1993 sein größter Erfolg, als er in Oslo gemeinsam mit Rossano Brasi, Gianfranco Contri und Cristian Salvato Weltmeister im Mannschaftszeitfahren wurde. Für die nächste Saison unterschrieb er einen Vertrag als Berufsfahrer beim italienischen Team Mercantone-Uno und bestritt in seiner ersten Saison als Profi auch gleich die Tour de France. Er beendete die Tour de France 2014 jedoch nicht und schied auf der 18. Etappe aus. Auch ein Jahr später musste er die Tour de France vorzeitig beenden. 1994 konnte er italienischer Vize-Meister im Einzelzeitfahren werden. 1996 gewann er eine Etappe der Aragon-Rundfahrt.

## Berufliches
Unter dem Namen Cicli Fina vertreibt er eigene Räder.